# باول ميتشيل (لاعب كرة قاعدة)
باول ميتشيل (بالإنجليزية: Paul Mitchell)‏ هو لاعب كرة قاعدة أمريكي، ولد في 19 أغسطس 1949 في ورسستر في الولايات المتحدة.

## وصلات خارجية
- باول ميتشيل على موقعبيزبول رفرنس.كوم (الدوري الرئيسي) (الإنجليزية)